# ژانگ لی (شمشیرباز، زاده ۱۹۷۹)
ژانگ لِی (انگلیسی: Zhang Lei؛ زادهٔ ۲۳ مارس ۱۹۷۹) شمشیرباز زن اهل چین بود. وی در بازی‌های المپیک تابستانی ۲۰۰۰ و ۲۰۰۸ شرکت کرده‌است.